# Escaladă la Jocurile Olimpice de vară din 2024 - combinata feminină
Proba feminină de escaladă combinată de la Jocurile Olimpice de vară din 2024 a avut loc în perioada 6-10 august 2024 la Arena Le Bourget Sport Climbing, Paris.

## Program
Orele sunt ora Franței (UTC+1) 
| Data                    | Timp  | Etapă                 |
| ----------------------- | ----- | --------------------- |
| Marți, 6 august 2024    | 10:00 | Semifinale bouldering |
| Joi, 8 august 2024      | 10:00 | Semifinale lead       |
| Sâmbătă, 10 august 2024 | 10:15 | Finala bouldering     |
| Sâmbătă, 10 august 2024 | 12:35 | Finala lead           |

## Rezultate

### Semifinale în proba bouldering
Semifinala Bouldering a avut loc la 6 august 2024.
| Loc | Sportivă                   | Boulder | Boulder | Boulder | Boulder | Total |
| Loc | Sportivă                   | 1       | 2       | 3       | 4       | Total |
| --- | -------------------------- | ------- | ------- | ------- | ------- | ----- |
| 1   | Janja Garnbret (SLO)       | 25,0    | 25,0    | 24,9    | 24,7    | 99,6  |
| 2   | Oriane Bertone (FRA)       | 24,9    | 24,9    | 25,0    | 9,7     | 84,5  |
| 3   | Brooke Raboutou (USA)      | 24,4    | 24,9    | 9,8     | 24,6    | 83,7  |
| 4   | Oceana Mackenzie (AUS)     | 25,0    | 24,9    | 24,8    | 4,9     | 79,6  |
| 5   | Natalia Grossman (USA)     | 9,8     | 25,0    | 9,8     | 24,6    | 69,2  |
| 6   | Jessica Pilz (AUT)         | 9,8     | 10,0    | 24,5    | 24,5    | 68,8  |
| 7   | Miho Nonaka (JPN)          | 24,8    | 24,6    | 10,0    | 5,0     | 64,4  |
| 8   | Camilla Moroni (ITA)       | 5,0     | 24,5    | 10,0    | 24,5    | 64,0  |
| 9   | Luo Zhilu (CHN)            | 4,8     | 24,9    | 9,4     | 24,5    | 63,6  |
| 10  | Erin McNeice (GBR)         | 5,0     | 24,7    | 24,9    | 5,0     | 59,6  |
| 11  | Ai Mori (JPN)              | 0,0     | 24,6    | 4,7     | 24,7    | 54,0  |
| 12  | Zélia Avezou (FRA)         | 4,7     | 24,7    | 10,0    | 9,9     | 49,3  |
| 13  | Seo Chae-hyun (KOR)        | 5,0     | 24,8    | 9,7     | 4,7     | 44,2  |
| 14  | Jenya Kazbekova (UKR)      | 4,9     | 24,8    | 5,0     | 4,8     | 39,5  |
| 15  | Zhang Yuetong (CHN)        | 4,8     | 10,0    | 10,0    | 4,9     | 29,7  |
| 16  | Lucia Dörffel (GER)        | 5,0     | 9,7     | 9,8     | 4,7     | 29,2  |
| 17  | Mia Krampl (SLO)           | 4,6     | 9,9     | 9,7     | 4,2     | 28,4  |
| 18  | Laura Rogora (ITA)         | 0,0     | 4,4     | 5,0     | 3,8     | 13,2  |
| 19  | Molly Thompson-Smith (GBR) | 0,0     | 4,8     | 5,0     | 0,0     | 9,8   |
| 20  | Lauren Mukheibir (RSA)     | 0,0     | 0,0     | 0,0     | 0,0     | 0,0   |

### Semifinale în proba lead
Semifinala în proba Lead a avut loc pe 8 august.
| Loc           | Sportiv                    | Puncte lead |                      |      |
| ------------- | -------------------------- | ----------- | -------------------- | ---- |
| Loc           | Sportiv                    | 1           | Janja Garnbret (SLO) | 96,1 |
| Ai Mori (JPN) |                            | 1           |                      | 96,1 |
| 3             | Jessica Pilz (AUT)         | 88,1        |                      |      |
| 4             | Brooke Raboutou (USA)      | 72,1        |                      |      |
| 4             | Seo Chae-hyun (KOR)        | 72,1        |                      |      |
| 6             | Zhang Yuetong (CHN)        | 68,0        |                      |      |
| 7             | Erin McNeice (GBR)         | 64,1        |                      |      |
| 8             | Laura Rogora (ITA)         | 57,1        |                      |      |
| 9             | Molly Thompson-Smith (GBR) | 57,0        |                      |      |
| 10            | Miho Nonaka (JPN)          | 51,1        |                      |      |
| 10            | Lucia Dörffel (GER)        | 51,1        |                      |      |
| 10            | Mia Krampl (SLO)           | 51,1        |                      |      |
| 13            | Luo Zhilu (CHN)            | 48,1        |                      |      |
| 14            | Oriane Bertone (FRA)       | 45,1        |                      |      |
| 14            | Oceana Mackenzie (AUS)     | 45,1        |                      |      |
| 14            | Zélia Avezou (FRA)         | 45,1        |                      |      |
| 14            | Jenya Kazbekova (UKR)      | 45,1        |                      |      |
| 18            | Natalia Grossman (USA)     | 39,1        |                      |      |
| 19            | Camilla Moroni (ITA)       | 36,1        |                      |      |
| 20            | Lauren Mukheibir (RSA)     | 4,1         |                      |      |

### Clasament semifinale
După ambele semifinale, punctajele fiecărei sportive au fost adunate pentru a calcula un punctaj total. Cele opt concurente cu cel mai mare punctaj s-au calificat în finală.
| Loc | Sportivă                   | Total puncte | Note |
| --- | -------------------------- | ------------ | ---- |
| 1   | Janja Garnbret (SLO)       | 195,7        | C    |
| 2   | Jessica Pilz (AUT)         | 156,9        | C    |
| 3   | Brooke Raboutou (USA)      | 155,8        | C    |
| 4   | Ai Mori (JPN)              | 150,1        | C    |
| 5   | Oriane Bertone (FRA)       | 129,6        | C    |
| 6   | Oceana Mackenzie (AUS)     | 124,7        | C    |
| 7   | Erin McNeice (GBR)         | 123,7        | C    |
| 8   | Seo Chae-hyun (KOR)        | 116,3        | C    |
|     |                            |              |      |
| 9   | Miho Nonaka (JPN)          | 115,5        |      |
| 10  | Luo Zhilu (CHN)            | 111,7        |      |
| 11  | Natalia Grossman (USA)     | 108,3        |      |
| 12  | Camilla Moroni (ITA)       | 100,1        |      |
| 13  | Zhang Yuetong (CHN)        | 97,7         |      |
| 14  | Zélia Avezou (FRA)         | 94,4         |      |
| 15  | Jenya Kazbekova (UKR)      | 84,6         |      |
| 16  | Lucia Dörffel (GER)        | 80,3         |      |
| 17  | Mia Krampl (SLO)           | 79,5         |      |
| 18  | Laura Rogora (ITA)         | 70,3         |      |
| 19  | Molly Thompson-Smith (GBR) | 66,8         |      |
| 20  | Lauren Mukheibir (RSA)     | 4,1          |      |

### Finala
Finala la probele de lead și bouldering a avut loc pe 10 august 2024.
| Loc | Sportiv                | Puncte bouldering | Puncte lead | Total puncte |
| --- | ---------------------- | ----------------- | ----------- | ------------ |
| 1   | Janja Garnbret (SLO)   | 84,4              | 84,1        | 168,5        |
| 2   | Brooke Raboutou (USA)  | 84,0              | 72,0        | 156,0        |
| 3   | Jessica Pilz (AUT)     | 59,3              | 88,1        | 147,4        |
| 4   | Ai Mori (JPN)          | 39,0              | 96,1        | 135,1        |
| 5   | Erin McNeice (GBR)     | 59,5              | 68,1        | 127,6        |
| 6   | Seo Chae-hyun (KOR)    | 28,9              | 76,1        | 105,0        |
| 7   | Oceana Mackenzie (AUS) | 59,7              | 45,1        | 104,8        |
| 8   | Oriane Bertone (FRA)   | 59,5              | 45,0        | 104,5        |